# أرزيرغرانده
أرزيرغراندِه هي بلدية تقع في مقاطعة بادوفا في منطقة فينيتو في شمال إيطاليا. تقع على بعد حوالي 25 كيلومتر (16 ميل) جنوب غرب البندقية وحوالي 20 كيلومتر (12 ميل) جنوب شرق بادوفا. اعتبارًا من 31 ديسمبر 2004، بلغ عدد سكانها 4,257 نسمة، وبلغت مساحتها 13.6 كيلومتر مربع (5.3 ميل2). تحد أرزيرغراندِه البلديات التالية: كوديفيغو، بيوفي دي ساكو، بونتيلونغو.